# Reischach (Wald)
Reischach ist ein Teilort der Gemeinde Wald im Landkreis Sigmaringen in Baden-Württemberg, Deutschland.

## Geographie

### Geographische Lage
Das Dorf Reischach liegt etwa fünf Kilometer nordwestlich von Pfullendorf.

### Ausdehnung des Gebiets
Die Gesamtfläche der Gemarkung Reischach beträgt 217,61 Hektar (Stand: 31. Dezember 2014).

## Geschichte

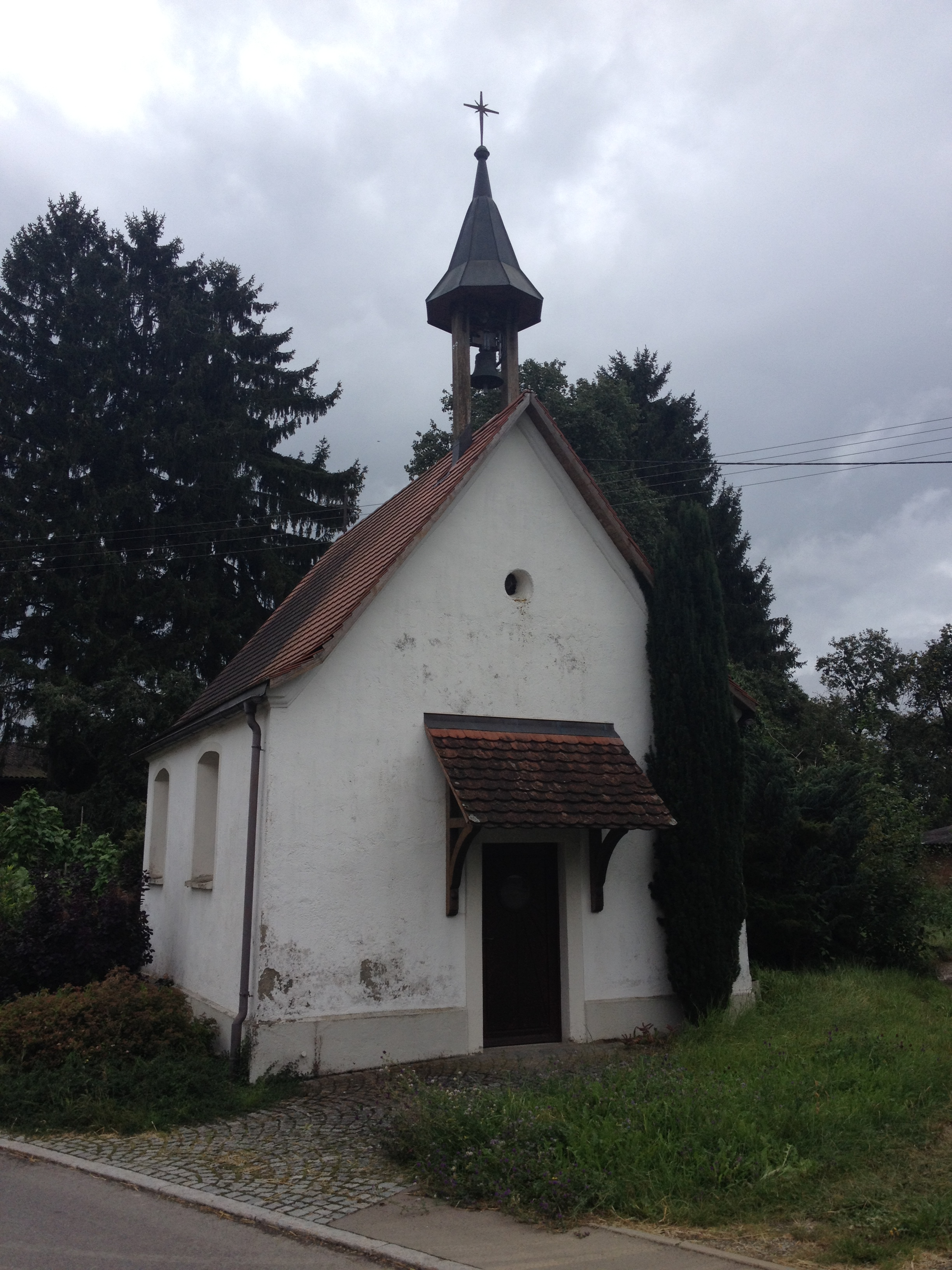
Kapelle St. Agatha

Erstmals genannt wurde Reischach im Jahre 1191 mit dem Auftreten eines Ulrich von Reischach. Der Ort lag ursprünglich im Bereich der Goldineshuntare, dann im Gau Ratoldesbuch und später in der Grafschaft Sigmaringen. Besitze oder Rechte im Ort hatte zu Beginn des 13. Jahrhunderts das Kloster Salem. Im 13. Jahrhundert war das Dorf im Besitz der gleichnamigen Herren von Reischach und kommt um die Mitte desselben großenteils an das Kloster Wald. Mit dem Übergang der Schirmvogtei des Klosters Wald von Hohenzollern-Sigmaringen an Österreich 1783 scheidet der Ort aus der Grafschaft Sigmaringen aus. 1806 fiel das Dorf wie das gesamte Walder Territorium durch die Säkularisation des Klosters aufgrund des Reichsdeputationshauptschlusses an das Fürstentum Hohenzollern-Sigmaringen und 1850 mit diesem als Hohenzollernsche Lande an Preußen. Ab 1806 gehörte Reischach also zum fürstlichen und 1850 bis 1862 zum preußischen Oberamt Wald, seitdem zum Oberamt bzw. seit 1925 Kreis Sigmaringen.
Die Familie von Reischach als Ortsadel wird vom 12. bis ins 21. Jahrhundert genannt, ist aber seit dem Übergang an das Kloster Wald dort nicht mehr ortsansässig.
Am 1. Juni 1972 wurde die bis dahin selbstständige Gemeinde Reischach in die Gemeinde Wald eingegliedert.

### Einwohnerentwicklung
| Stand         | Einwohner |
| ------------- | --------- |
| 31. Dez. 2010 | 67        |
| 31. Dez. 2014 | 68        |

## Wappen
In gespaltenem Schild vorne in Schwarz ein doppelreihig rot-silbern geschachter Schrägbalken, hinten in Silber ein golden bewehrter rotbezungter schwarzer Eberkopf mit goldenem Kragen.
Der Zisterzienserbalken erinnert an das Kloster Wald, das den Ort seit dem 13. Jahrhundert besaß. Der schwarze Eberkopf ist das Wappen der seit dem 12. Jahrhundert bekannten Familie von Reischach. Dieser Ortsadel war Besitzvorgänger des Klosters Wald in Reischach.
Das Wappen war der Vorschlag des Staatsarchivs Sigmaringen vom Jahre 1947. Die Verleihung erfolgte am 16. Dezember 1947 durch das Innenministerium Württemberg-Hohenzollern (Nr. IV 3012 B/13 Nr. 1).